# Bartholomeus Zeitblom

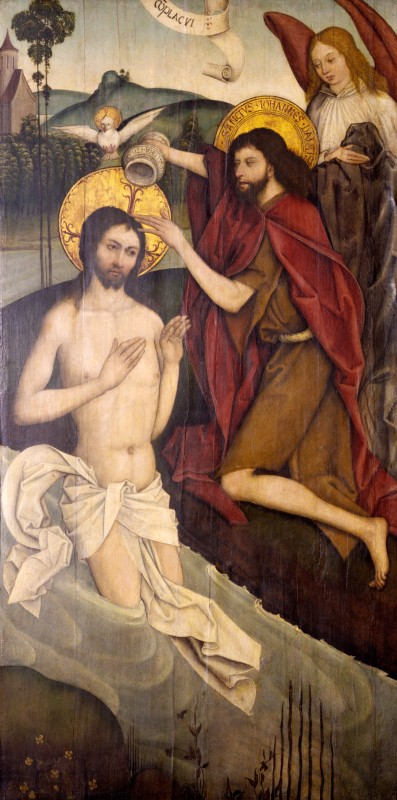
Battesimo di Cristo, 1500 ca. (Fondazione Cariplo)

Bartholomeus Zeitblom (Nördlingen, 1455 circa – Ulm, 1520 circa) è stato un pittore tedesco.

## Biografia
Nato a Nordlingen, diviene maestro della scuola di Ulm. La sua bottega fu florida e produsse numerose opere sia a soggetto religioso che ritratti. La sua pittura, che supera i modelli tardogotici per aprirsi agli influssi umanistici di provenienza fiamminga e italiana, si caratterizza per il sapiente utilizzo dei colori, freschi e luminosi, e dalle figure, alte ed eleganti, spesso inserite in spaziosi interni. Tra le commissioni più importanti ricordiamo la pala d'altare della Chiesa di Heerberg (1497), i quattro pannelli della pala d'altare Eschach (1495) raffiguranti I due San Giovanni, l'Annunciazione e la Visitazione e la grande pala con Scene della Passione nel monastero di Blaubeuren. Muore a Ulm, intorno al 1520.